# 聯合太平洋鐵路巨人號蒸汽機車
巨人號（英語：Big Boy，又称“大人物号”），為聯合太平洋鐵路使用的“4000”系列4-8-8-4關節轉向架式蒸汽機車（4884-1型、4884-2型）的通稱。1941年和1944年由美國機車公司生產。產量共25台。為世界上僅有之軸式為4-8-8-4的蒸汽機車。列車前後分別排列有兩組動輪，每組為四軸八個動輪，加上兩軸四輪的無動力導輪或從輪。兩組動輪擁有獨立的活塞和曲柄連桿，以關節式轉向架相連接並共用火箱。該型機車是歷史上體積最大、功率最高的蒸汽機車。
根據聯合太平洋公司高層的說法，原先該系列機車應命名為“沃薩奇”，然而，有一天，當其中一部機車在建造時，一位不知名的工人在前面用粉筆留下潦草的“Big Boy”字跡，於是這傳奇性的稱號便誕生而使用至今。
8部留下來的巨人號多半在全美各地的鐵路博物館靜態展示。2013年，聯合太平洋公司重新購買了4014號機車，將其修復至可運行的狀態。 機車的修復作業於2019年5月完成，並已重新投入使用，成為目前世界上最大，最強力且可操作的蒸汽機車。

## 設計
從1936年起，聯合太平洋將大功率機車挑戰者級4-6-6-4應用於主線第一條橫貫大陸鐵路懷俄明區間最大坡度為0.82%的線路，牽引貨物列車。主線猶他州奧格登以東的沃薩奇山脈區間，線路最大坡度達1.14%，牽引3300噸的貨物列車需要“挑戰者級”機車雙聯推拉式操作，且線路通過速度亦受限制。
因此，聯合太平洋鐵路決定開發一款新式更為強勁的機車用於以上路段。在一戰後聯合太平洋鐵路曾試驗過2-8-8-0型機車，但該車的運行速度達不到要求。新機車在翻越山口時需達到60英里/小時（100公里/小時）的速度，並且其設計應當基於挑戰者級，以便於換裝（1950年代，UP懷俄明區間客貨列車運營最高速度一般為50英里/小時）。
聯合太平洋鐵路機車設計小組（組長為奧托·亞博爾曼）和美國機車公司合作設計新型大功率蒸汽機車。機車以“挑戰者級”為藍本（挑戰者級設計師為A·H·費特斯），并在其基础上做出几项改进。機車的火箱長度擴大到235英吋（6.0米）长，95英吋（2.4米）宽，容積約155平方英尺（14.4平方米），鍋爐的長度也相應提高。每組各增加一對動輪，動輪直徑從69英吋（1.753米）降低到68英吋（1.727米）。
該機車沿用了挑戰者級的關節型轉向架的設計，能以較高的速度（60英里/小時）通過曲率較大的彎道。運營速度常常保持在50英里/小時或更低，以提高機車的壽命和安全性。機車在35英里/小時（56公里/小時）時功率最大，而在10英里/小時（16公里/小時）時牽引力最大。

## 運用
“巨人號”共生產了25台，其中20台為1941年生產，剩下5台為1944年生產。其鍋爐的爐排面積較大，能使用聯合太平洋鐵路於懷俄明州附屬煤礦場所開採的低品質煙煤，機車配有自動給煤機，馬達驅動阿基米德螺旋桿將煤炭從煤水車送至燃燒室使用。其中UP4005號曾試驗改燒燃油，但試驗並未成功，該車重新改燒煤作為燃料。原因是該車的大型火箱使用單燃燒器時，容易使鍋爐前後受熱不均。
在UP4014號翻修的期間再次進行了燃燒燃油的試驗，並且成功的燃燒5號重油。
第二次世界大戰後，煤炭和人力成本上漲，燃料效率較高，維護操作方便的電力傳動柴油機車開始得到鐵路公司的青睞。然而此時柴油機車功率尚低，多用於客運列車的牽引機車，“巨人號”依舊在聯合太平洋主線上作為貨運主力直到1950年代晚期，牽引3,300頓的貨運列車。在巨人號的鼎盛時期，其可以單機牽引4,040吨越過沃薩奇山脈。1959年7月21日，“巨人號”完成了最後一次營運後封存。其地位由燃氣輪機車取代。1961年，大部分“巨人號”已經退役，最後四台於1964年在懷俄明州退役。

## 保存車輛
和其他機車相比，有較多的該型機車得到保留。並且保存狀況尚可。目前所有的存留“巨人號”中僅4014號翻修至可以運作的狀態。聯合太平洋鐵路於2013年重新購買UP4014，修復工作於2016年8月11日正式開始，已於2019年5月完成修復。
目前有8台“巨人號”型機車被保存：
- UP4004：懷俄明州夏延市節日公園
- UP4005：科羅拉多州丹佛市佛尼交通運輸博物館
- UP4006：密蘇里州聖路易斯市交通運輸博物館
- UP4012：賓夕法尼亞州斯克蘭頓“蒸汽國度”鐵路博物館
- UP4014：原存放於加利福尼亞州波莫纳縣集市公園，2013年購買後運送至聯合太平洋位於懷俄明州夏安的蒸氣部門維修，2019年五月正式復駛。
- UP4017：威斯康辛州綠灣國家鐵路博物館
- UP4018：德克薩斯州達拉斯市美國鐵道博物館
- UP4023：內布拉斯加州奧馬哈市肯尼菲克公園

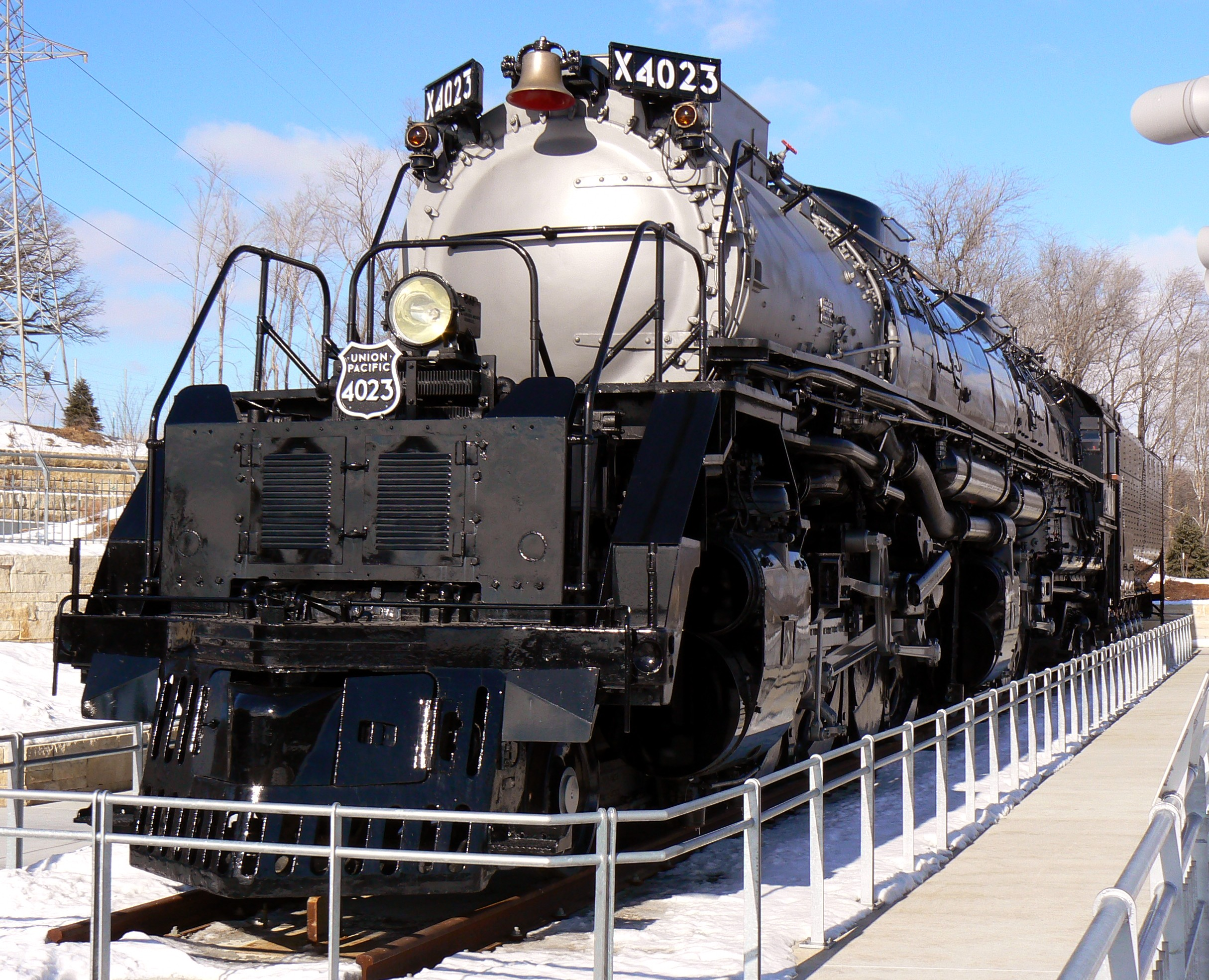
UP4023機車，保存於內布拉斯加州奧馬哈
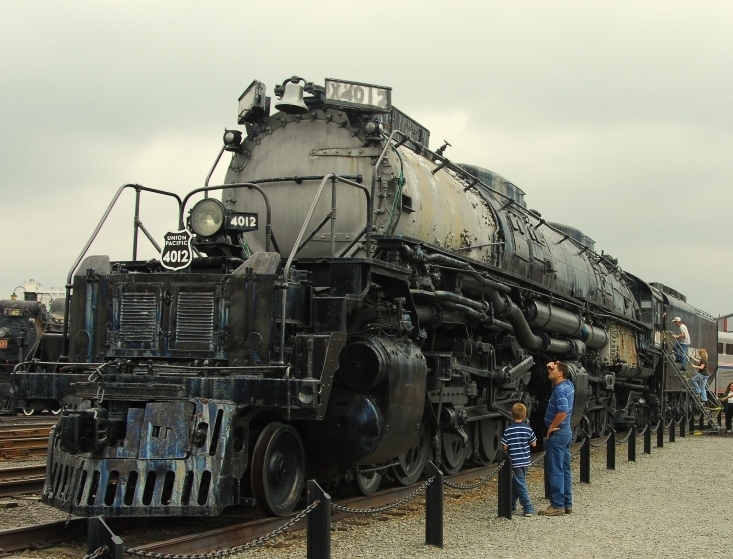
UP4012展示於“蒸汽國度”國家歷史博物館
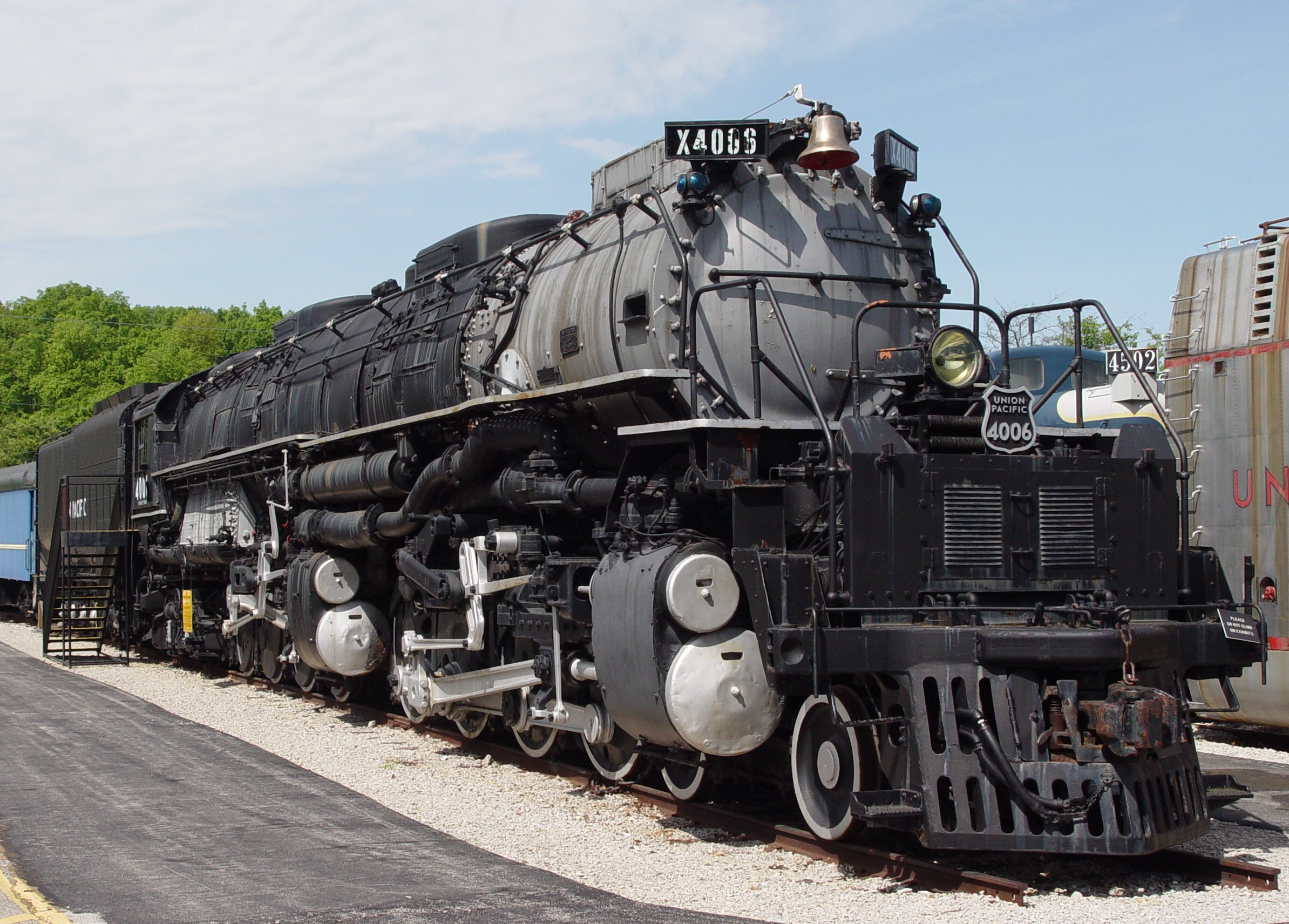
UP4006展示於密蘇里州聖路易斯市郊交通運輸博物館
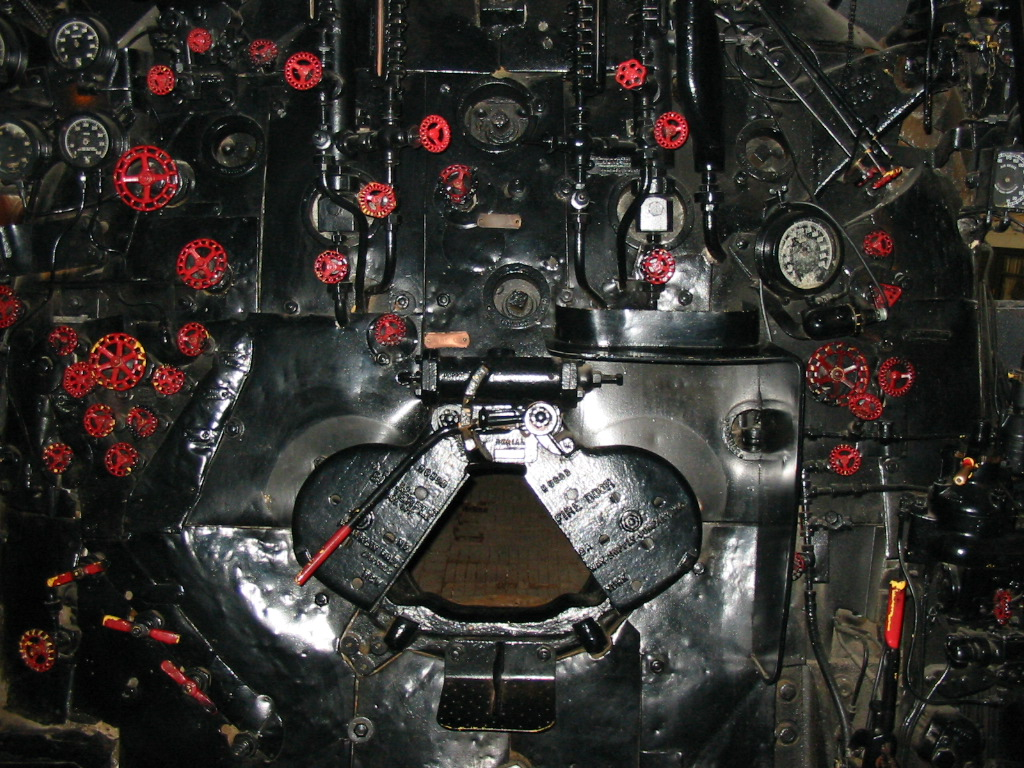
巨人號UP4017的控制室，該車保存於威斯康星州綠河國家鐵道博物館

## 車輛模型
- Rivarossi：HO軌和N軌
- Märklin和Trix：HO軌
- Athearn：HO軌和N軌
- Bowser：HO軌
- Key Imports：N軌
- KATO：N軌

## 相關連結
- 巨人號型的介紹
- UP4017的介紹網站
- trainweb.org上巨人號的主頁 （页面存档备份，存于）